# Кузнецов, Геннадий Иванович
Геннадий Иванович Кузнецов (род. 22 ноября 1934) — советский российский учёный в области центробежных экстракторов (атомная промышленность). Лауреат Государственной премии СССР (1989).
Научные интересы: кинетика массопередачи, межфазная поверхность, гидродинамика, центробежные экстракторы, экстракционная технология.

## Биография
Родился  22 ноября 1934 г. в д. Разбуй Шекснинского района Вологодской области. Окончил семилетнюю школу в с. Чуровское, Усть-Угольскую среднюю школу в пос. Шексна (1952) и физико-химический факультет Ленинградского технологического института им. Ленсовета (1958).
По распределению направлен на предприятие п/я № 2 — завод «Балтиец» в Нарве, созданный для разработки технологий для редкоземельной металлургии. Там в качестве инженера-исследователя, а затем начальника смены на участке получения урана испытывал первые советские центробежные экстракторы.
В 1963—1972 гг. работал в НИИАР (НИИ атомных реакторов): старший инженер, с.н.с., начальник лаборатории.
В 1972 г. переведён в НИКИМТ: начальник лаборатории, с 1976 г. начальник отдела центробежных экстракторов. Его отделом созданы аппараты, которые используются в производстве урана, циркония, гафния, редкоземельных элементов, антибиотиков и аминокислот, для регенерации медноаммиачных травильных растворов электронных плат.
В 1988 году защитил докторскую диссертацию, а в следующем году вместе с группой своих коллег стал лауреатом Государственной премии СССР за комплекс работ по созданию и внедрению центробежных экстракторов в промышленность.
В настоящее время (2014) — начальник научно-исследовательского и конструкторского отдела центробежных экстракторов для исследований и производств АО НИКИМТ-Атомстрой.

## Сочинения
Соавтор монографии:
- Центробежные экстракторы ЦЕНТРЭК / Г. И. Кузнецов, А. А. Пушков, А. В. Косогоров. — М. : РХТУ им. Д. И. Менделеева. Изд. центр, 2000. — 213 с. : ил., табл.; 21 см; ISBN 5-7237-0167-3

## Награды
Награждён медалью ордена «За заслуги перед Отечеством» II степени.